# Derna

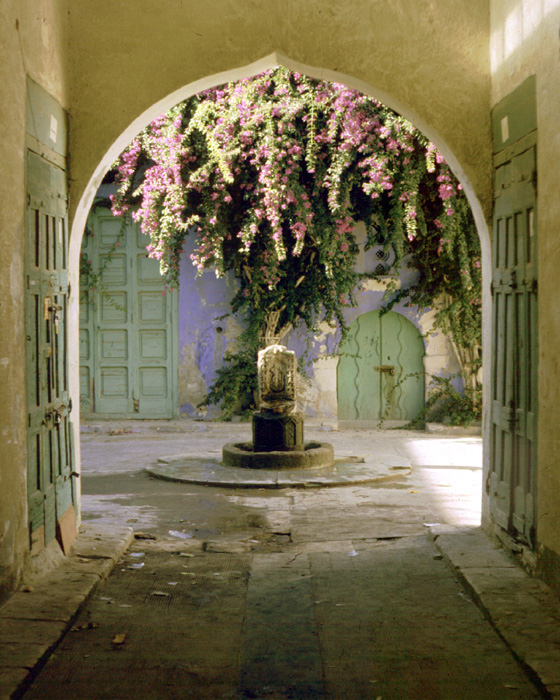
Derna درنة

Derna, Darna o Darnah (àrab: درنة, Darna) és una ciutat de la costa nord de Líbia a la Cirenaica. Al segle xx va arribar a ser la segona ciutat de Cirenaica després de Bengasi. Es troba a la vora del riu Darna o Darnah, a una plana limitada per Al Jabal al Akhdar. Té un palmerar amb unes 8.000 palmeres i molts arbres fruiters. Tenia 62.179 habitants el 1984 i 81.174 el 2003. És capital del districte homònim.

## Història

### Èpoques grega i romana
Els grecs van fundar en aquest lloc la colònia de Darnis, que mai no va ser independent. Segurament no es va desenvolupar fins a l'època dels Ptolemeus.
Va passar als romans el 96 aC juntament amb tota la Cirenaica i va formar part de la província de Creta i Cirene (76 aC). Després fou capital de la província de Libia Secunda o Líbia Inferior o Marmàrica. Al segle iv fou seu d'un bisbat testimoniat ja al concili de Nicea I el 325. Ocasionalment apareix amb el nom de Darne. Només es coneixen tres bisbes entre el segle iv i el vi. Sota els romans d'Orient l'agricultura va començar a deixar pas a la vida pastoral i la ciutat va perdre importància.

### Època àrab islàmica
Els àrabs van conquerir la regió en dues campanyes dirigides per Amr ibn al-As (642 i 643). Els àrabs l'anomenen Darna o Tarna. Va restar subjecte als califats omeia i abbàssida com a dependència d'Egipte fins a l'establiment del poder fatimita el 969. Yakut explica que el 695 a Derna hi va morir en combat el governador del país, Abu-Xaddad Zubayr ibn Qays al-Balawí, quan anava a combatre els romans d'Orient, que havien desembarcat a la ciutat per intentar recuperar la Cirenaica.
Durant el període àrab va entrar en forta decadència i gairebé no és esmentada pels historiadors i geògrafs. Com que el port no era especialment bo i la ciutat es trobava apartada de la ruta que seguien els exèrcits i les caravanes de mercaders i peregrins (que passava 90 km més al sud), la ciutat va anar perdent importància fins a quedar pràcticament despoblada. Es va recuperar a partir del segle xvi amb l'emigració d'andalusins que hi arribaven no directament de l'Àndalus, sinó d'altres llocs del Magrib.

### Època otomana
Quan al segle xvi passa a mans otomanes, la vila estava en ruïnes. Al segle xvii un paixà de nom Kasim en va obtenir la concessió de la Porta i s'hi va establir amb emigrants andalusins (1630-1631). Més tard el seu lloctinent va obtenir l'enviament de més andalusins per part del bei de Tunis i 800 colons van arribar portats per quatre vaixells (1637). Però el 638 el dey Muhàmmad de Trípoli (1632-1647), oposat a la colonització estrangera de la Cirenaica, va fer una expedició a Bengasi i el 1640 una altra contra Awdjila, oasis al que arribaven les caravanes del Fezzan. Fou llavors quan Darna va passar a mans del dey de Trípoli, a qui la població local no volia. El 1656 el successor de Muhammad, el dey Uthman, va haver d'atacar la ciutat revoltada i la ciutat va quedar pràcticament deserta, a causa dels molts morts i l'exili de la resta. La ciutat es va recuperar mercès a un ric home d'Anatòlia, Muhammad ibn Mahmud, que va rebre el govern de mans del paixà de Trípoli, i que va crear el sistema d'irrigació i va fer diverses obres públiques inclosa la construcció de la gran mesquita (amb 42 cúpules i 1 minaret).
L'almirall francès Gantheaume i va desembarcar breument el 1700. La ciutat mai no fou favorable al govern de Trípoli, ni sota els Karamanli. Ahmed I el 1715 va intentar dominar Bengasi i Darna definitivament. Més tard, el 1765, és esmentada com estant en continua guerra amb Misrata, gent de la qual fou primer la guarnició de Darna i més tard part de la seva població. No obstant la tendència a la ciutat era l'hostilitat al govern de Trípoli i només les epidèmies i malalties freqüents debilitaven l'esperit rebel de la ciutat. Una revolta es va acabar a causa d'una epidèmia de fam vers 1800 i el 1816 una epidèmia de pesta va reduir la població de 7.000 a 500 habitants.
El 1805 l'agent naval dels Estats Units a Berberia, William Eaton, volia marxar contra Trípoli (per castigar el paixà Yusuf Karamanli per diversos atacs corsaris contra vaixells americans) des d'Egipte passant per Cirenaica (l'atac directe a Trípoli havia fracassat), i per assegurar la ruta Derna fou bombardejada i ocupada en un cop de mà per 400 irregulars amb suport de tres vaixells dels Estats Units. Ahmad Pasha Karamanli, germà de Yusuf, anava amb els americans. Finalment un tractat entre Yusuf i els Estats Units va posar fi al conflicte.
El 1835 la Cirenaica, després del llarg govern dels Karamanli, va retornar al domini directe de la Porta otomana. Darna era llavors un dels tres qadà (‘districte’) del sanjaq de Bengasi. El govern otomà es va esforçar a posar en cultiu i reactivar econòmicament la zona entre Marsa Susa i Darna.

### Època italiana
El 29 de setembre de 1911 Itàlia va declarar la guerra a l'Imperi Otomà i l'endemà Darna fou bombardejada i després ocupada (16 d'octubre). Llavors la ciutat tenia uns 9.500 habitants. Sota els italians la ciutat va esdevenir una vila neta i sana, força bonica. Tota la I Guerra Mundial va restar en mans italianes i fou una de les bases per la reconquesta de Cirenaica. Durant la II Guerra Mundial va canviar de mans entre alemanys i aliats fins que els britànics la van ocupar definitivament el gener de 1943. Pel tractat de Pau de París del febrer de 1947, Itàlia va renunciar a Cirenaica, Tripolitana i Fezzan i Darna va quedar dins el Regne Unit de Líbia (proclamat el 24 de desembre de 1951). La confraria sanusiyya només tenia una zàwiya a la ciutat.

### Independència líbia
Formà part de la muhàfadha (‘governació’) de Cirenaica fins al 1963, quan fou erigida en capital de la seva pròpia muhàfadha, amb 122.984 habitants. El 1983 fou capital d'una de les noves 46 municipalitats (baladiyyes) creades com a divisiona administratives. El 1987 les municipalitats es van reduir a 25, i Darna fou capçalera d'una d'elles, que tenia 105.031 habitants. El 2 d'agost de 1995 es va passar a tretze districtes o regions administratives (xabiyyes) i va perdre la capitalitat, però per poc temps, ja que el 1998 es va augmentar el nombre de districtes fins a 26 i Darna va recuperar el rang de capital. El 2001 el país es va dividir en 32 municipalitats i tres regions i fou capçalera d'una municipalitat, però se'n va separar una part de l'antic territori per formar la municipalitat d'Al Qubbah, quedant amb 4.908 km², i el cens li donava 68.936 habitants (abans del 2001), que esdevenen 81.174 habitants el 2003. El 2007 es va retornar a un nombre menor de districtes, 22, i fou una altra vegada cap de districte amb 163.351 habitants.
Vers el 2005 es va descobrir que un alt percentatge dels suïcides de l'Iraq contra l'ocupació americana procedien de Derna.
El 2023, la tempesta Daniel va esfondrar dues preses causant inundacions devastadores amb milers de morts a la ciutat.